# Snowtorch
Snowtorch is het achtste muziekalbum van Phideaux. Na Number Seven verscheen het bericht dat dat album snel zou worden opgevolgd door 7½, maar tijdens het schrijven en oefenen bleek dat het nummer Snowtorch zo uit hand zou lopen, dat het niet zou passen bij/op dat album. Daarom verscheen het relatief kortdurende Snowtorch, geheel opgenomen in Los Angeles. Het album duurde zo kort omdat het ook op langspeelplaat werd uitgebracht.
Toen het album verscheen werd ook weer melding gemaakt van 7½, dat zou later in 2011 volgen, maar in december 2011 was het nog niet verschenen. Ook van Infernal, het vervolg op Doomsday Afternoon, was nog geen spoor te ontdekken; dat album kwam in 2018 uit.

## Musici
- Phideaux Xavier – zang, akoestische gitaar, piano
- Johnny Unicorn – toetsinstrumenten, saxofoon, zang
- Mark Sherkus – toetsinstrumenten
- Linda rutton Moldawsky – zang
- Molly Ruttan – zang
- Gabriel Moffat – elektrische gitaar
- Mathew Kennedy – basgitaar
- Rich Hutchins – slagwerk
- Valerie Gracious – zang
- Ariel Farber – viool

Met
- Stefanie Fife – cello
- Chris Bleth – dwarsfluit, sopraansaxofoon

## Muziek
Alle van Xavier, behalve Celestine door Mark Sherkus.

| Nr. | Titel                                                                               | Duur  |
| --- | ----------------------------------------------------------------------------------- | ----- |
| 1.  | Snowtorch Part I (1.Star of light; 2. Retrograde; 3.Fox on the rocks; 4. Celestine) | 19:43 |
| 2.  | Helix                                                                               | 5:54  |
| 3.  | Snowtorch Part II (1. Blowtorch snowjob; 2. Fox rock; 3 Coronal mass ejection)      | 16:10 |
| 4.  | Titelloos                                                                           | 2:40  |